# Drepanocentron brihadratha
Drepanocentron brihadratha är en nattsländeart som beskrevs av Schmid 1982. Drepanocentron brihadratha ingår i släktet Drepanocentron och familjen Xiphocentronidae. Inga underarter finns listade i Catalogue of Life.